# Max Planck
Max Karl Ernst Ludwig Planck (født 23. april 1858, død 4. oktober 1947) var en tysk fysiker. Han regnes som grundlæggeren af kvantemekanikken.
Planck blev født i Kiel og studerede fysik ved universitetet i München og Universitetet i Berlin.
I 1899 fandt han en ny fundamental konstant som blev opkaldt efter ham, Plancks konstant. Den bruges blandt andet til at beregne en fotons energi.
I  1913 blev han rektor for Universitetet i Berlin. For at have lagt grundlaget for kvantemekanikken fik han Nobelprisen i fysik i 1918.
Fra 1930 til 1937 var Planck leder for Kaiser-Wilhelm-Gesellschaft zur Förderung der Wissenschaften (KWG)
Planck mistede sin første kone i 1909, og deres yngste søn blev dræbt ved Verdun i første verdenskrig.  Han var nært knyttet til sine tvillingdøtre, men mistede den ene i en fødsel.  Den anden tvilling tog sig af babyen og giftede sig senere med sin søsters enkemand.  Så døde også hun i fødsel.  I 1944 mistede Planck alt – sit hjem og et helt livs videnskabeligt arbejde – i et bombeangreb.  Han havde prøvet at få Hitler til at skåne jødiske forskeres liv. I stedet for blev Plancks søn Erwin arresteret og henrettet for forræderi i tilknytning til 20. juli-attentatet mod Hitler. Det eneste af Plancks seks børn, der overlevede ham, var sønnen Hermann, født i 1911. 
Efter Plancks død 4. oktober 1947 blev KWG omdøbt til  Max-Planck-Gesellschaft zur Förderung der Wissenschaften (MPG).
14.05.2009 opsendte den europæiske rumfartsstyrelse Planck-satellitten, opkaldt efter Max Planck. Det skal kortlægge den kosmiske baggrundsstråling fra 300.000 år efter Big Bang.